# Rakuten
Rakuten, Inc. (яп. 楽天株式会社, Ракутэн кабусики-гайся) — японская e-commerce-компания со штаб-квартирой в Токио. Ее B2B2C платформа для e-коммерции Rakuten Ichiba является вторым крупнейшим сайтом электронной коммерции в Японии (после Amazon.co.jp) и одним из крупнейших в мире.
В 1997 Хироси Микитани основал компанию MDM, Inc. В июне 1999 года компания сменила название на Rakuten, Inc. Японское слово ракутэн означает оптимизм.
В 2005 Rakuten начала расширяться за пределы Японии, в основном за счет приобретения других компаний или венчурного инвестирования. В частности, она приобрела Buy.com, Priceminister (Франция), Ikeda (сейчас Rakuten Brasil), Tradoria (сейчас Rakuten Deutschland), Play.com (Великобритания), Wuaki.tv (Испания) и Kobo Inc. (Канада). Компания инвестировала в Pinterest, Ozon.ru, AHA Life и Daily Grommet.
В 2014 году Rakuten сообщил о приобретении Viber за 900 миллионов долларов.
16 ноября 2016 Rakuten подписала соглашение на 200 миллионов долларов о спонсировании испанского футбольного клуба «Барселона» до 2020 года.
12 сентября 2017 компания подписала спонсорский 3-летний контракт на 60 миллионов долларов с командой «Голден Стэйт Уорриорз». В рамках соглашения логотип Rakuten будет размещен на майках команды во время игр NBA, начиная с сезона 17/18 года.
В ноябре 2018 года под спонсорством компании Rakuten была основана анимационная студия Studio Bind.
24 февраля 2021 добавлена возможность использовать криптоактивы для совершения покупок в компаниях, связанных с Rakuten Pay и Rakuten Point Card, по всей Японии.
В Феврале 2022 CEO Rakuten Hiroshi Mikitani сделал пожертвование Украине в размере 1 миллиарда иен ($8,7 миллионов долларов).
13 декабря 2024 года мессенджер Rakuten Viber был заблокирован на территории Российской Федерации.